# Francesco Fontana (cardinale)
Francesco Luigi Fontana (Casalmaggiore, 28 agosto 1750 – Roma, 19 marzo 1822) è stato un cardinale italiano.

## Biografia
Nato nel 1750 a Casalmaggiore, all'epoca città del Ducato di Milano, venne battezzato col nome di Luigi Maria. Entrò nell'ordine dei Barnabiti e fu ordinato sacerdote a Bologna nel 1774, prendendo il nome di Francesco.
Professore di eloquenza presso il collegio dei barnabiti di Sant'Alessandro a Milano, nel 1797 divenne direttore del collegio dei barnabiti di Santa Lucia presso Bologna. In quello stesso anno divenne padre provinciale del suo ordine per la Lombardia e nel 1801 ne divenne procuratore generale. Nel 1801 venne prescelto a ricoprire il ruolo di consultore della Sacra Congregazione dei Riti e dell'Inquisizione. Segretario per la Correzione dei Libri della Chiesa orientale dal 1802, fu teologo personale del papa ed accompagnò Pio VII in Francia nel 1804.
Nel 1806 divenne Padre Generale dell'Ordine barnabita. Fu incaricato di redigere la bolla di scomunica Quam memorandam, contro Napoleone, e per questo fu fatto arrestare dall'imperatore e deportato in Francia. Fu recluso a Parigi nel castello di Vincennes per tre anni.
Allievo del cardinal Giacinto Sigismondo Gerdil, figura di altissimo rilievo della corte sabauda, la cui nomina a papa al conclave del 1799-1800 era stata bloccata dal veto austriaco, nel 1815 Fontana era stato scelto da 
Vittorio Emanuele I, come arcivescovo di Torino. Papa Pio VII, tuttavia, preferì tenerlo a Roma e lo elevò al rango di cardinale nel concistoro dell'8 marzo 1816, assegnandogli il titolo presbiterale di Santa Maria sopra Minerva.
Il 24 dicembre 1818 fu nominato prefetto della Congregazione de Propaganda Fide.
Morì a Roma il 19 marzo 1822 all'età di 71 anni. La sua salma venne esposta alla pubblica venerazione e poi sepolta nella chiesa di San Carlo ai Catinari di Roma, secondo la sua volontà; il suo elogio funebre venne tenuto da Giacinto Placido Zurla, futuro cardinale.